# 苦橄玄武岩

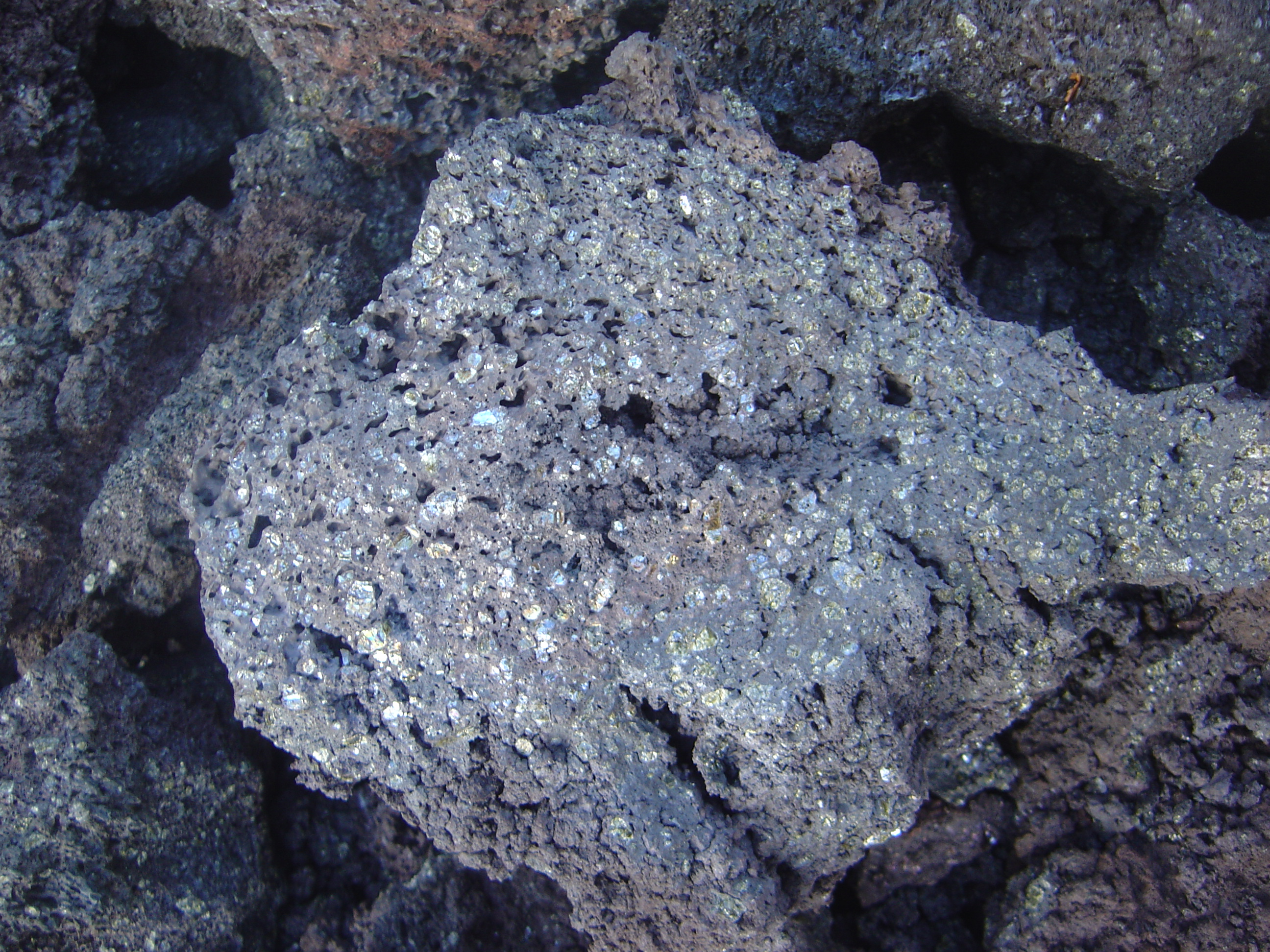
富尔奈斯火山喷出的苦橄玄武岩或大洋岩。

苦橄玄武岩（Picrite basalt）或苦橄岩是一种富含橄榄石矿物的高镁橄榄石玄武岩，外观黑色、含黄绿色橄榄石斑晶（20-50%）和黑色至深棕色辉石，主要为普通辉石。 
富含橄榄石的苦橄玄武岩与基拉韦厄火山和夏威夷群岛其他火山中较常见的拉斑玄武岩一起出现，它是橄榄石晶体在岩浆房部分区域或破火山口熔岩湖中聚集的结果。橄榄石和更典型的拉斑玄武岩混合物完整地代表了这些岩石的成分。
“苦橄岩”这一名称也适用于富含橄榄石的碱性玄武岩：此类苦橄榄石主要由橄榄石斑晶和富钛辉石组成，辉石基质中含少量斜长石，更多的是钠斜长石，可能还有方沸石（analcite）和黑云母。
苦橄榄石和科马提岩在化学上有些相似（定义为氧化镁>18%），但两者不同之处在于一个的总碱含量为1%至2%，而另一个则小于1%。科马提岩熔岩是富镁熔体的产物，很好地展示了鬣刺（spinifex）结构 ，它们的形成主要限于太古宙，相较之下，苦橄榄石富含镁，因为橄榄石晶体通过岩浆作用积聚在更正常的熔体中。
在夏威夷岛茂纳凯亚火山和茂纳洛亚火山、库拉索岛、留尼旺岛富尔奈斯火山 以及其他各海岛火山熔岩中都发现了苦橄玄武岩。
- 历史上，茂纳洛亚火山在1852年和1868年喷发期间，曾喷发出苦橄玄武岩（茂纳洛亚火山山体各处）。
- 通常，富尔奈斯火山喷出的苦橄玄武岩含30%橄榄石.

## 大洋岩
大洋岩（富橄暗玄岩)为苦橄玄武岩的一种，其特征是含有大量橄榄石斑晶和少量辉石，并含有大量橄榄石、斜长石和辉石。1923年，法国矿物学家和地质学家安托万·拉克鲁瓦（Antoine Lacroix）为橄榄石含量超过50%的稀有玄武岩创建了该术词。

## 常见用途
橄榄石玄武岩通常用于铸造厂、锅炉制造厂商和锅炉用户，以保护燃烧器喷嘴周围区域或地面免受熔融金属和炉渣的破坏。由于橄榄石是一种高耐火、高熔点矿物，所以，橄榄石的这种用法较为合适。